# 太平橋駅 (ハルビン地下鉄)
太平橋駅（たいへいきょうえき、簡体字中国語:太平桥站）は、中華人民共和国黒龍江省哈爾濱市道外区にある駅。

## 利用可能な鉄道路線
- ハルビン地下鉄
  - ハルビン地下鉄1号線
  - ハルビン地下鉄3号線

## 駅周辺
- 太平橋

## 歴史
- 2013年9月26日 開業[1]。
- 2021年11月26日：3号線が開業。